# Hierotheus Kossakow

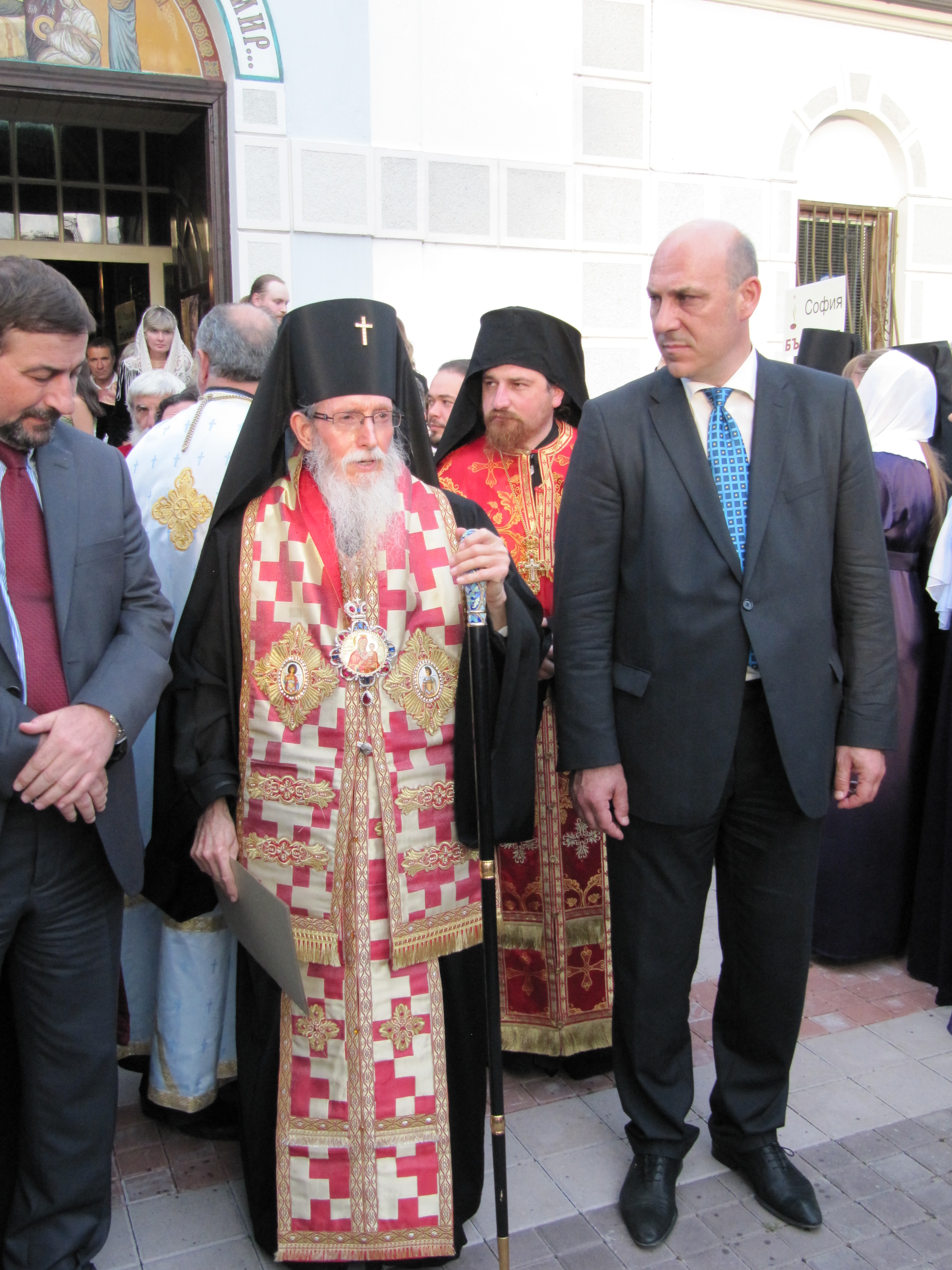
Hierotheus von Agathopol
(als Vikar des Metropoliten in der 2. Reihe hinter dem Metropoliten von Sliwen und dem Bürgermeister der Stadt Pomorie)

Iwajlo Stanislawow Kossakow (bulgarisch Ивайло Станиславов Косаков; * 1. Februar 1977 in Weliko Tarnowo) ist ein bulgarisch-orthodoxer Geistlicher und Theologe, Titularbischof von Agathopol und Vikar des Metropoliten von Sliwen. Er ist ebenfalls Abt des Klosters Pomorie und residiert unter dem Namen Bischof Hierotheus von Agathopol (bulgarisch Йеротей Агатополски).
Sein kirchlicher Werdegang begann als Novize im Kloster Pomorie an der Schwarzmeerküste unter der Anleitung des Mentors Archimandrit Theodosius. Im Dezember 2003 wurde er als Mönch in die Bruderschaft des Klosters aufgenommen. Im Jahr 2005 absolvierte er sein Studium am Theologischen Seminar in Sofia. Im Mai 2004 erhielt er die Priesterweihe und wurde Priestermönch in seinem Kloster. Ab dem 1. Januar 2005 übernahm er die Leitung des Klosters und wurde am 6. Mai 2008 durch den Metropoliten Joanikij von Sliven offiziell zum Abt ernannt. Er erreichte im Jahre 2010 seinen Master-Abschluss an der theologischen Fakultät der Universität in Schumen und verblieb an dieser Universität als Doktorand im Bereich Kirchengeschichte. Sein Betreuer war Iwan Karajotow, Professor an der Universität von Schumen.
Am 18. September 2014 wurde er auf Beschluss der Synode zum Bischof von Agathopol ernannt und am 1. Oktober 2014 als Vikar zum Stellvertreter des Metropoliten von Sliven berufen. Er ist Mitglied im Kirchenrat von Bulgarien.
2017 kandidierte er als Metropolit der Diözese von Wraza, unterlag jedoch mit 14 zu 18 Stimmen seinem älteren und dort ortsansässigen Mitbewerber, dem Bischof von Wratza, Abt des Klosters Trojan, Grigorij von Wraza.